# دراهومیر کادلک
دراهومیر کادلک (انگلیسی: Drahomír Kadlec؛ زادهٔ ۲۹ نوامبر ۱۹۶۵) بازیکن هاکی روی یخ اهل چکسلواکی است.